# جامعة بيفرلي هيلز
جامعة بيفرلي هيلز هي جامعة سابقة غير معتمدة في ولاية كاليفورنيا في الولايات المتحدة، كانت تدرس الآداب والعلوم حتى عام 2007. كان مقرها الرئيسي في بيفرلي هيلز، وكانت تقدم برامج التعليم عن بعد أو في موقع الجامعة، لا تمتلك الجامعة حاليا حرما جامعيا أو مركز لأداء الفنون أو أية مختبرات.

## اعتماد الشهادات
تعد جامعة بيفرلي هيلز مؤسسة غير معتمدة للتعليم غير الرسمي للكبار، واعتبرها الكثيرون أنها شهاداتها بلا قيمة، من أمثلة برامج الجامعة شهادات ممارسة التغذية وبرامج الدبلوم ذات الصلة.

## معلومات إضافية
وزير المالية العراقي الأسبق مجيد عبد جعفر الكرخي حاصل على شهادة الدكتوراه من الجامعة.
كما يدعي إيرل ميندل، مؤلف كتاب فيتامينات الكتاب المقدس، حصوله على شهادة دكتوراه منها.